# Carrie Smith
Carrie Louise Smith (Fort Gaines (Georgia), 25 de agosto de 1925 – 20 de mayo de 2012) fue un cantante de blues y jazz estadounidense. Fue conocida en Estados Unidos pero tuvo escaso reconocimiento en Europa.

## Carrera
Smith fue miembro del coro de la iglesia que tocó en 1957 en el Festival de Jazz de Newport. En la década de los 60, Smith apareció en el TV Gospel Time, un show televisivo dirigido a audiencias negras. Su primer éxito con Big Tiny Little llegó a la década de los 70, pero alcanzó reconocimiento mundial en 1974 cuando cantó junto a Bessie Smith en Satchmo Remembered de Dick Hyman en el Carnegie Hall. Smith se lanzó la carrera en solitario, tocando con la New York Jazz Repertory Orchestra, Tyree Glenn (1973), Yank Lawson (1987), y la World's Greatest Jazz Band, además de grabar álbumes en solitario. Protagonzió el musical de Broadway Black and Blue de 1989 a 1991. Las notas de la reedición en CD de "Only You Can Do It", presentaban comentarios elogiosos de los críticos de jazz Rex Reed, Leonard Feather, Richard Sudhalter y  John S. Wilson. El álbum, producido por Ben Arrigo para GPRT Records, contó con las composiciones de Gladys Shelley.

## Discografía

### Como líder
- Do Your Duty (Black & Blue, 1976)
- When You're Down and Out (Black & Blue, 1977)
- Carrie Smith (West 54, 1979)
- Gospel Time (Black & Blue, 1982)
- Fine and Mellow (Audiophile, 1983)
- Only You Can Do It (GP, 1983)
- June Night (Black & Blue, 1993)
- Every Now and Then (Silver Shadow, 1994)
- I've Got a Right to Sing the Blues with Roland Hanna (IPO, 2002)
- Since I Fell for You (Squatty Roo, 2015)[4]

### Como invitado
- Doc Cheatham, Buddy Tate, Hank Jones, Harlem on Parade 77 (Black and Blue, 1977)
- Wycliffe Gordon, The Gospel Truth (Criss Cross, 2000)
- Winard Harper, Faith (Savant, 2000)
- Clark Terry, Live on QE2 (Chiaroscuro, 2001)
- Bross Townsend, I Love Jump Jazz (Claves, 1995)